# Geissanthus spectabilis
Geissanthus spectabilis är en viveväxtart som beskrevs av J. J. Pipoly. Geissanthus spectabilis ingår i släktet Geissanthus och familjen viveväxter. Inga underarter finns listade i Catalogue of Life.